# Pelopidas agna
Pelopidas agna är en fjärilsart som beskrevs av Moore 1865. Pelopidas agna ingår i släktet Pelopidas och familjen tjockhuvuden. Inga underarter finns listade i Catalogue of Life.

## Bildgalleri

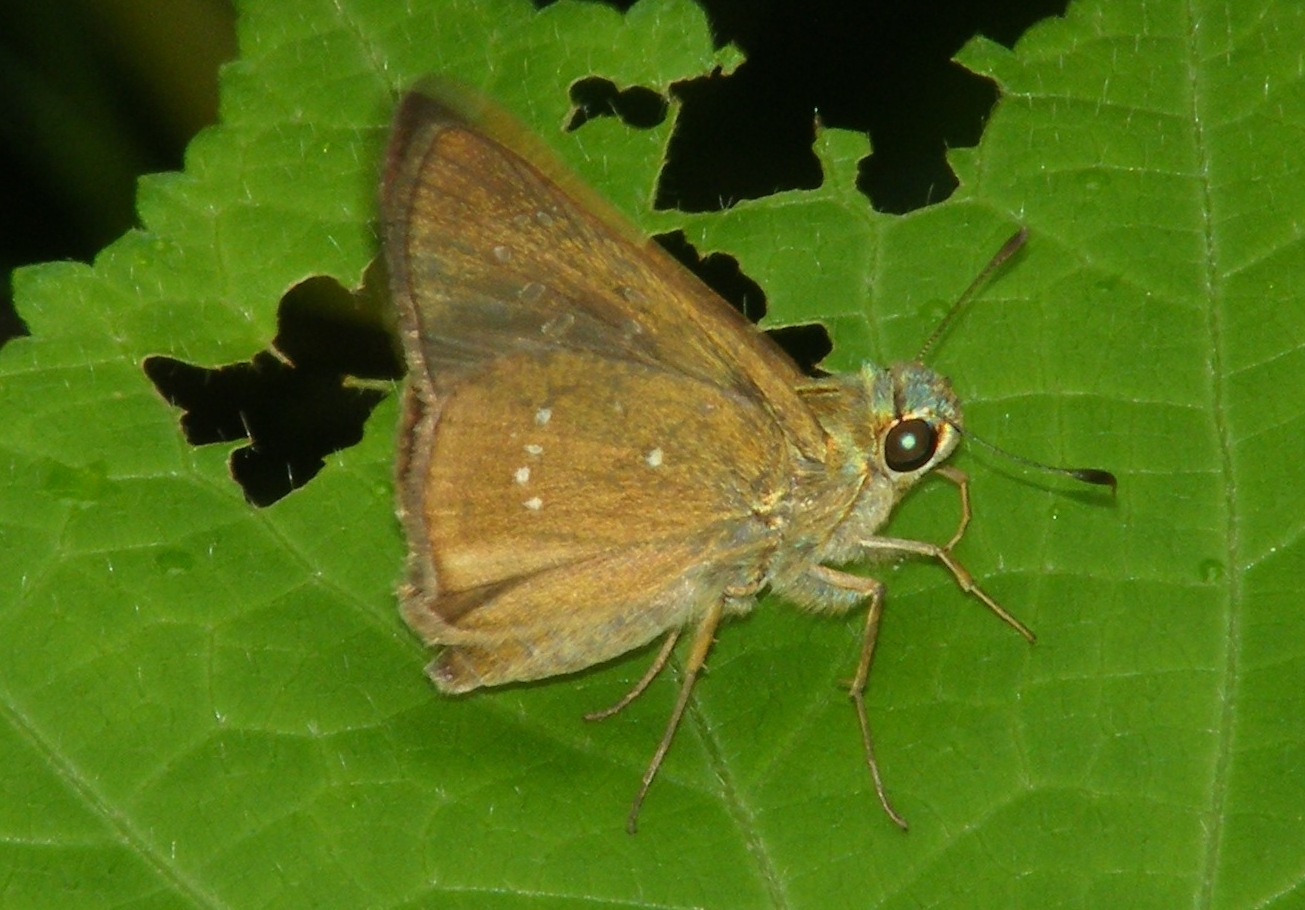
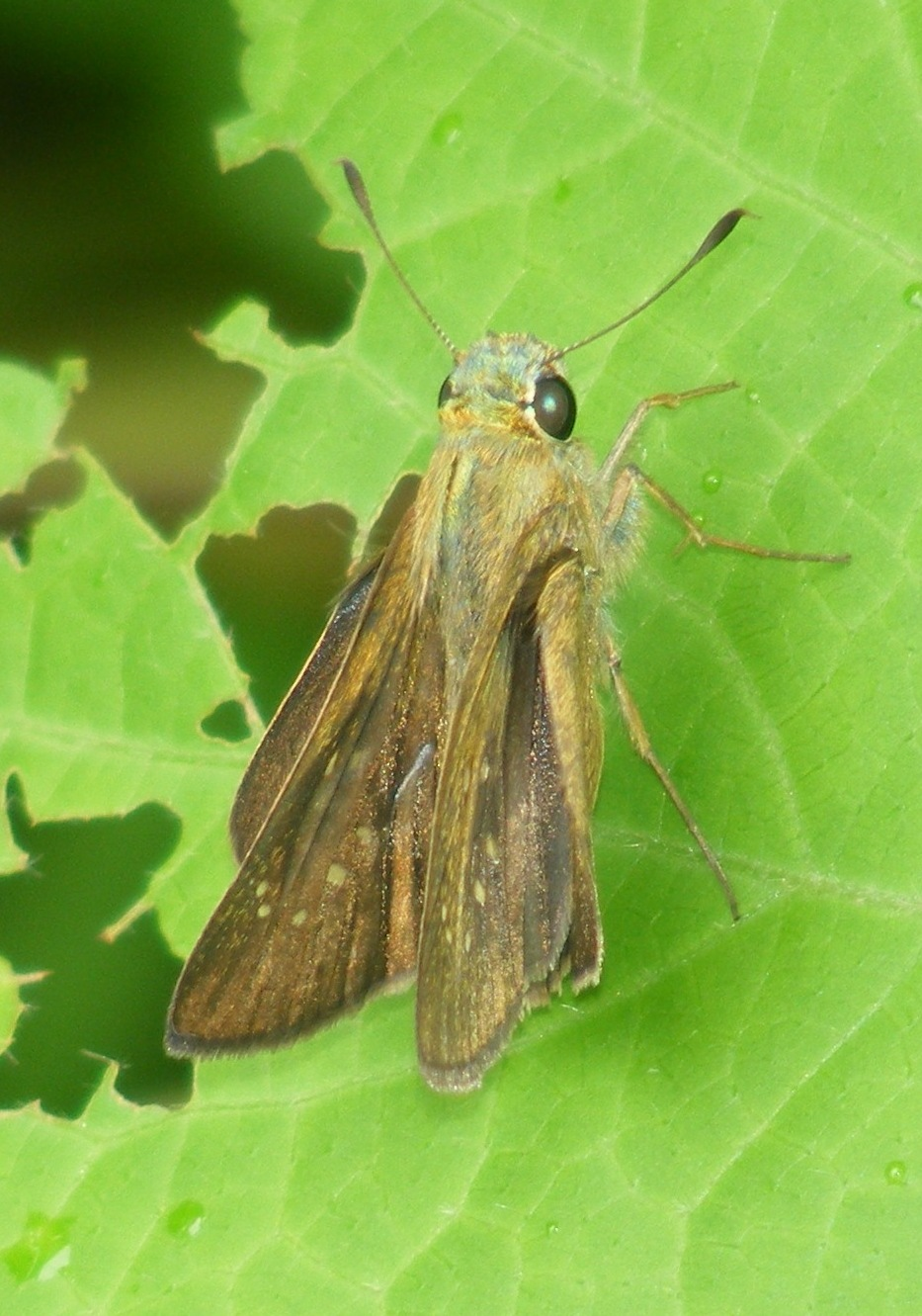
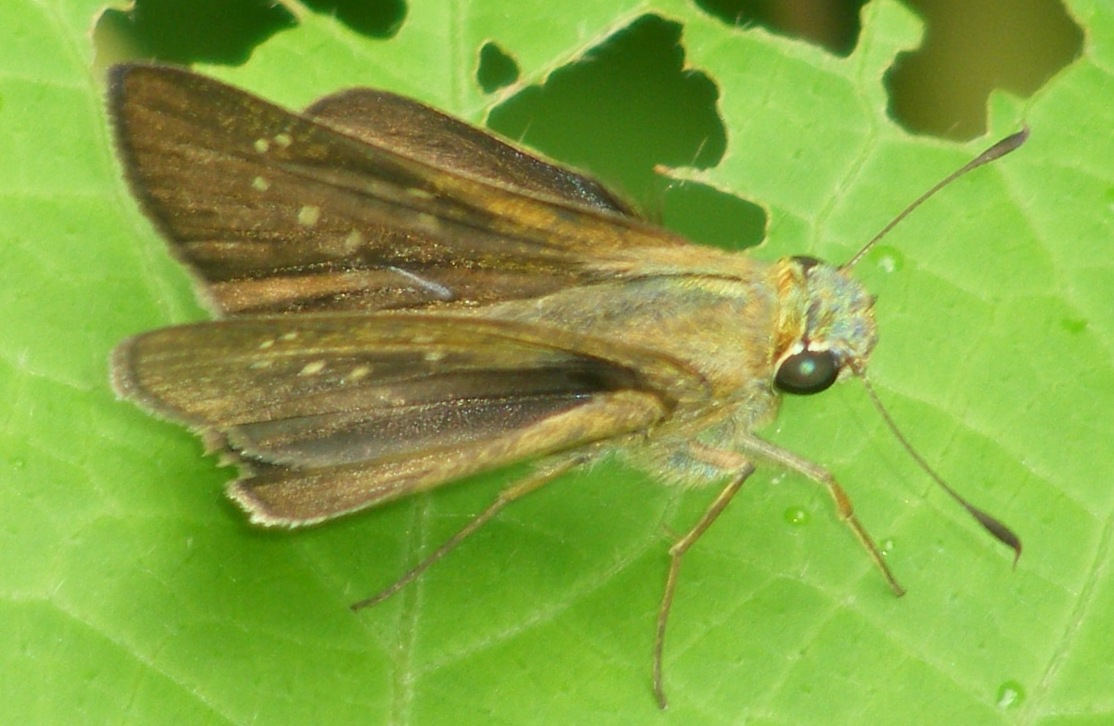
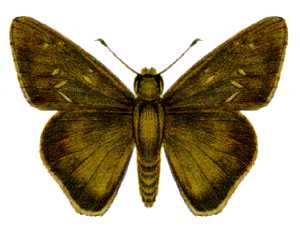
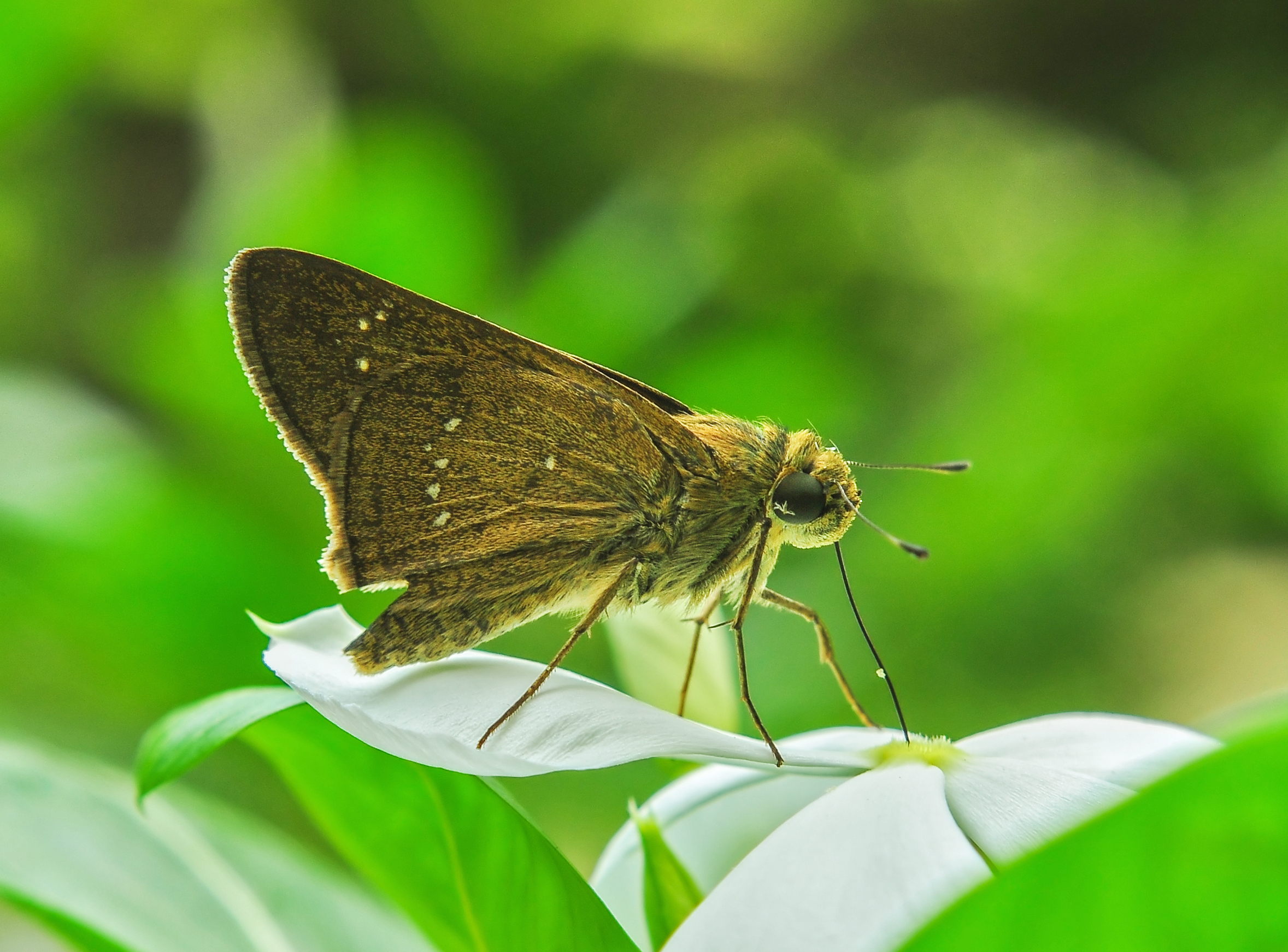
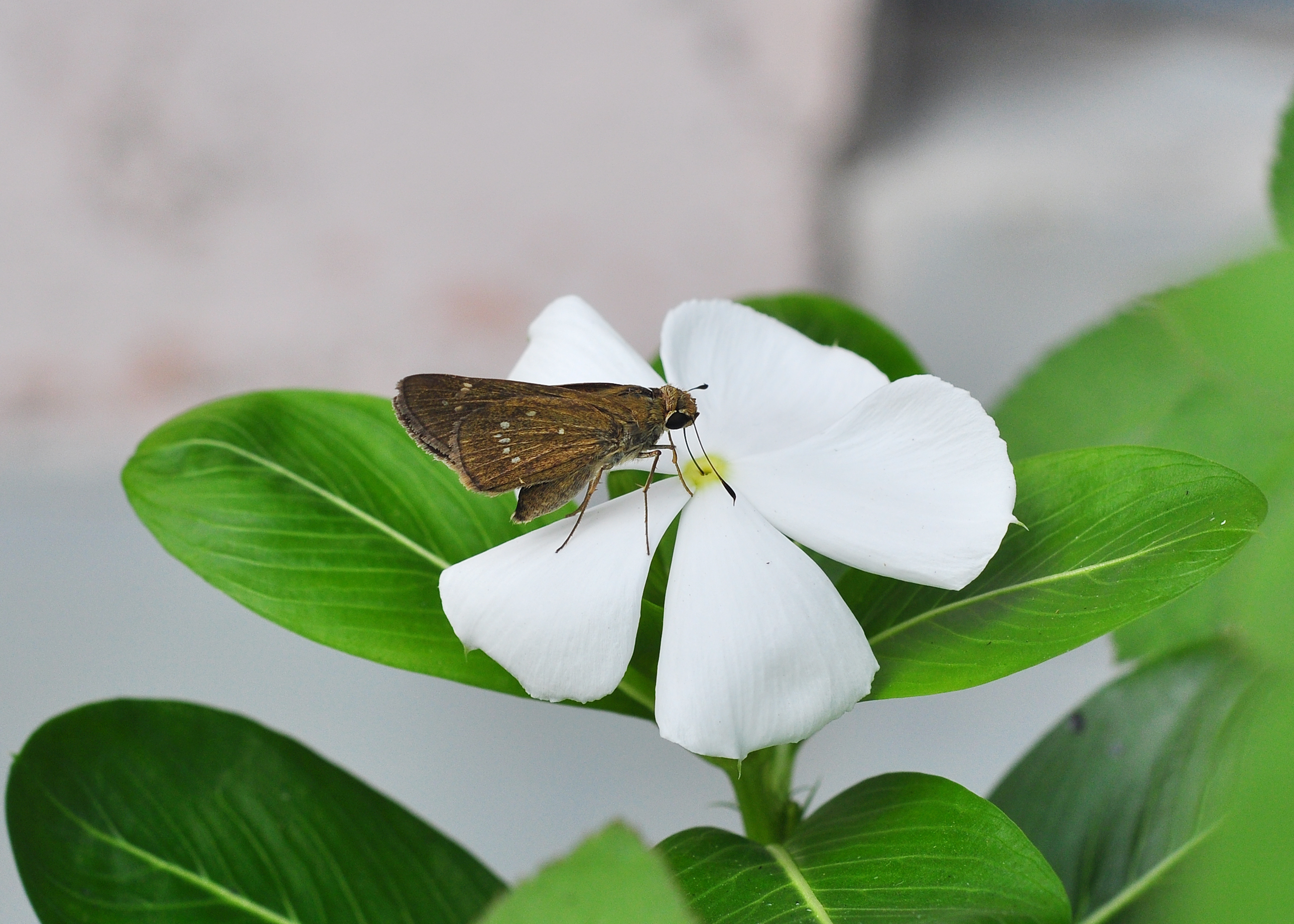